# Трейсі Томс
Трейсі Ніколь Томс (англ. Tracie Thoms; нар. 19 серпня 1975, Балтимор, Мериленд, США) — американська телевізійна, кіно і театральна акторка та співачка, номінована на премію «Еммі». Відома ролями в «Богема», «Мертва справа», «Диявол носить «Прада»», «Доказ смерті» і короткому серіалі Fox «Дивопад».

## Молодість і освіта
Трейсі Томс народилася та виросла в Балтиморі, штат Меріленд, у сім'ї Дональда Х. Томса, віцепрезидента з програмування PBS і телевізійного директора, та матері Маріани Девіс. У неї є молодший брат Остін. Вона почала вивчати акторську майстерність у 10 років, а пізніше відвідувала Балтіморську школу мистецтв.
У 1997 році вона здобула ступінь бакалавра образотворчих мистецтв у Горвардському університеті. Потім вона відвідувала драматичний факультет Джульярдської школи як член Групи 30 (1997—2001), до якої також входили актори Лі Пейс та Ентоні Макі.

## Кар'єра
Трейсі Томс відома своєю роллю Махандри Макгінті в телешоу «Дивопад». Вона також зіграла роль Саші в американській версії серіалу «Як ніби», який було закрито після трьох епізодів. У 2005 році вона увійшла до акторського складу кримінальної драми CBS «Мертва справа» в ролі детектива відділу вбивств Кет Міллер. Томс також була гостею у серіалах «Закон і порядок» і «Щит».
Томс знялася в кількох фільмах, в екранізації бродвейського мюзиклу «Оренда», де вона грає Джоанн Джефферсон, адвокатку та коханку Морін Джонсон (Ідіна Мензел). Вона перейняла роль від Фреді Вокера, яка грала Джоанн в оригінальній бродвейській постановці «Оренда», але у віці 43 років її вважали застарою для цієї ролі. До того, як її взяли на роль Джоан, Томс вважала себе прихильницею цього шоу, бо кілька разів бачила його на Бродвеї.
Вона знялася у фільмі Comedy Central «Порно і курка» 2002 року та фільмах 2004 року «Брат до брата» і «Клас воїнів». Томс з'явилася у фільмі 2006 року «Диявол носить „Прада“» як Лілі. Томс завершила зйомки у фільмі City Lights Pictures «Спуск» разом із партнерами по «Оренді» Вілсоном Джермейн Ередіа та Розаріо Довсон і незабаром розпочала зйомки «Джиммі» з Ванессою Вільямс і Браяном МакНайтом. Вона з'явилася у фільмі Квентіна Тарантіно «Доказ смерті» разом із Зої Белл, Розаріо Доусон і Мері Елізабет Вінстед.
Томс дебютувала на Бродвеї у «Вороні, що тоне» Регіни Тейлор. Вона також знялася в кількох небродвейських і регіональних виставах, зокрема «Назустріч вітру» (Нью-Йоркська театральна майстерня), «П'єси Едіпа» (Шекспірівський театр), «Ізюм на сонці» (Балтиморська центральна сцена), «Прийти й піти» Джо Тернера (Міссурі Реп), «Звільнений» (Культурний проект Off Broadway) і «Проєкт „Антігона“» (Жіночий проєкт). 18 липня 2008 року вона увійшла до акторського складу фільму "Оренда ", який вийшов 26 липня 2008 року, повторивши образ Джоанни, замінивши Мерл Дендрідж. Останній виступ був записаний на DVD: «Оренда: Знято наживо на Бродвеї».
Томс повторила свою роль Джоан в іншій постановці «Оренда» режисера Ніла Патріка Гарріса в Голлівуд Бов з 6 по 8 серпня 2010 року.
Восени 2010 року вона з'явилася в концертному ревю «Для протоколу: Квентін Тарантіно» в Лос-Анджелесі, представленому ROCKLA для Шоу в Барре. Він тривав з 12 серпня 2010 року по 30 жовтня 2010 року, а також у ньому знімалися Дженна Лі Грін, Отем Різер, Тай Тейлор і Одра Мей. З листопада 2010 року по січень 2011 року Томс знімалася у фільмі Шоу в Барре «Для протоколу: Джон Хьюз» разом із Барретом Фоа, Фоном Смітом і Тай Тейлор. У 2011 році вона з'явилася на Шоу в Барре у ревю «Для протоколу: Баз Лурман», з 12 лютого 2011 року по 30 червня 2011 року, з Дженною Лі Грін, Аріель Джейкобс, Тінуке Оєфуле та Кейт Рейндерс.
Вона зірала Етту, особисту помічницю Діани Прінс, у пілотному фільмі NBC «Диво-жінка».
Томс зіграла роль у музичному комедійно-драматичному фільмі «Енні» 2014 року, зігравши «фальшиву матір» Енні, засновану на Лілі Сент-Реджис в оригінальному мюзиклі[джерело?].
У 2016 році вона з'явилася в номінованій на Бродвейську Тоні мюзиклі «Фальсети» як доктор Шарлотта.

## Нагороди
У 2016 році Томс була номінована на премію «Еммі» в категорії «Видатна акторка в короткометражному комедійному або драматичному серіалі» за фільм «Надішліть мені: оригінальний вебсеріал», який вийшов на телеканалі BET.

## Фільмографія

### Кіно та телефільми
| Рік  | Назва                               | Роль                          | Примітки             |
| ---- | ----------------------------------- | ----------------------------- | -------------------- |
| 2002 | Порно і курка                       | Андреа                        | Телевізійний фільм   |
| 2002 | Найжахливіші речі Америки           | Террі                         | Телевізійний фільм   |
| 2004 | Брат до брата                       | Мати                          |                      |
| 2005 | Усі в депресії                      | Кристал                       | Короткометражний     |
| 2005 | Оренда                              | Джоан Джефферсон              |                      |
| 2006 | Диявол носить Прада                 | Лілія                         |                      |
| 2007 | Клас воїнів                         | Тельма Росбах                 | Відео                |
| 2007 | Спуск                               | Деніз                         |                      |
| 2007 | Доказ смерті                        | Кім Матіс                     |                      |
| 2007 | Секс на сніданок                    | Сара, орендарка               |                      |
| 2008 | Прокат: Знято наживо на Бродвеї     | Джоан Джефферсон              | Телевізійний фільм   |
| 2009 | Пітер і Ванді                       | Марісса                       |                      |
| 2009 | Гарне волосся                       | Себе                          | Документальний фільм |
| 2010 | Я буду слідувати                    | Тіффані                       |                      |
| 2010 | ОРЕНДА в Голлівуд Боул              | Джоанна                       | Відео                |
| 2012 | Код доступу «Кейптаун»              | Аналітик ЦРУ                  |                      |
| 2012 | Абсолютне зло                       | Латіша Роджерс                |                      |
| 2012 | Петля часу                          | Беатрікс, Офіціантка          |                      |
| 2013 | Зрівняти                            | Тереза                        |                      |
| 2013 | МакКанік                            | Сестра Аліса                  |                      |
| 2013 | Різне дерево                        | Джада                         | Короткометражний     |
| 2014 | Енні                                | «Мама» Енні                   |                      |
| 2015 | Веселий розмір. Жахи: Том перший    | Карен                         |                      |
| 2015 | Веселий розмір. Жахи: Том другий    | Томмі                         |                      |
| 2016 | Власний капітал                     | Мелані                        |                      |
| 2016 | Утоплення                           | Анжела                        |                      |
| 2016 | Справжній MVP: історія Ванди Дюрант | Деметрія                      | Телевізійний фільм   |
| 2016 | Ніяких дотиків                      | Блер                          | Короткометражний     |
| 2016 | Ін'єкційний                         | Сара Венскомб                 | Короткометражний     |
| 2016 | Розлучення: найкращі хіти           | Хелен                         | Короткометражний     |
| 2016 | Спостерігач                         | Аманда                        |                      |
| 2016 | Утоплення                           | Анжела                        |                      |
| 2016 | Різдво в Нью-Йорку                  | Кетрін Тейлор                 |                      |
| 2017 | Концесіонери мають померти!         | Церковна леді                 |                      |
| 2018 | Чи ми хороші батьки?                | Лорен                         | Короткометражний     |
| 2018 | Топ Рамен                           | Опал                          | Короткометражний     |
| 2018 | Підвал                              | Лорен                         |                      |
| 2018 | Труба                               | Блаженство                    | Короткометражний     |
| 2019 | Еммет                               | Сандра                        |                      |
| 2019 | Прямо                               | Доктор Ларсон                 |                      |
| 2020 | Каліфорнійський номер               | Саманта                       |                      |
| 2020 | Боротьба з босом                    | Трейсі                        | Короткометражний     |
| 2020 | Типова середа                       | Мама Джейсона                 |                      |
| 2020 | (Адома) Отримав освіту              | Роберта                       | Телевізійний фільм   |
| 2020 | БТСД                                | Лія Ласлі                     | Короткометражний     |
| 2021 | Так День                            | Біллі/Координаторка концертів |                      |
| 2021 | Болівар                             | Сьюзен Вудс                   |                      |
| 2022 | Назад до Лайли                      | Доктор Нолан                  |                      |
| 2022 | Підняти                             | Тіффані                       | Короткометражний     |
| 2022 | Полі Вперед!                        | Шеріл                         |                      |
| 2022 | Джеррі. Мардж Го Лардж              | Майя                          |                      |
| 2022 | Кровні родичі                       | Пані Шеллінг                  |                      |
| 2026 | Диявол носить «Прада» 2             | Лілі                          |                      |

### Телесеріали
| Рік     | Назва                                      | Роль                              | Примітки                                                                        |
| ------- | ------------------------------------------ | --------------------------------- | ------------------------------------------------------------------------------- |
| 2002    | Неначе                                     | Саша                              | Основний акторський склад                                                       |
| 2003    | Щит                                        | Бонні                             | Епізод: «Падіння доміно»                                                        |
| 2004    | Дивопад                                    | Махандра Макгінті                 | Основний акторський склад                                                       |
| 2005    | Закон і порядок                            | Лінда Зіман                       | Епізод: «Мамона»                                                                |
| 2005    | Незалежний об'єктив                        | Мама в метро                      | Епізод: «Брат до брата»                                                         |
| 2005–10 | Мертва справа                              | Кет Міллер                        | Основний акторський склад: 3–7 сезони                                           |
| 2008    | Це не може бути моїм життям                | Рейчел Брукс                      | Епізод: «Рожеві сторінки»                                                       |
| 2009    | Приватна практика                          | Колетт                            | Епізод: «Розсуваючи межі»                                                       |
| 2010    | Людська ціль                               | Мішель                            | Епізод: «Мертва голова»                                                         |
| 2011    | Форс-мажори                                | Беккі                             | Епізод: «Хитрощі торгівлі»                                                      |
| 2011    | Закон Гаррі                                | A.D.A. Кетрін Кеплер              | Періодичні ролі: сезон 1, Гість: сезон 2                                        |
| 2011    | Дивовижна жінка                            | Етта Кенді                        | Епізод: «Пілот»                                                                 |
| 2011    | Переможець: серіал                         | Трейсі Томс                       | Основний акторський склад                                                       |
| 2012    | Моя Америка                                | -                                 | Епізод: «Авторська Америка»                                                     |
| 2013    | Емілі Оуенс                                | Наталія Горгія                    | Епізод: «Емілі і… Чайник»                                                       |
| 2013    | Гарна дружина                              | Джуді Бішоп                       | Епізод: «Біжи з дияволом»                                                       |
| 2013    | Підозрюваний                               | Моніка Джейкобс                   | Епізод: «Троянський кінь»                                                       |
| 2014    | Віп                                        | Алісія Брайс                      | Епізод: «Алісія»                                                                |
| 2014    | Сонгберд                                   | Клара Фрай                        | Епізод: «Пілот»                                                                 |
| 2014    | Сом: Телешоу                               | себе                              | Епізод: «Трейсі і Семмі»                                                        |
| 2015–16 | Він зі мною                                | Наомі                             | Періодичний акторський склад: 2 сезон                                           |
| 2016    | Надішліть мені: оригінальний веб-серіал    | Гвен                              | Основний акторський склад                                                       |
| 2016    | Життя з моделями                           | Дівчина Хетч                      | Періодичний акторський склад: 3 сезон                                           |
| 2016    | Проєкт «Мінді»                             | Кеті                              | Епізод: «Моя дитина залишається на кадрі»                                       |
| 2016    | Мозкова смерть                             | Ешлі Кук                          | Епізод: «Взяття на воду: як витоки в округу Колумбія виявляються та усуваються» |
| 2016–18 | Кохання                                    | Сьюзен Шеріл                      | Повторюваний акторський склад                                                   |
| 2017    | Американські боги                          | Буфер                             | Епізод: «Ти пахнеш лимоном»                                                     |
| 2017    | Наживо з Лінкольн-центру                   | Доктор Шарлотта                   | Епізод: «Фальсети»                                                              |
| 2017    | Криміналісти: мислити як злочинець         | Моніка Вокер                      | Епізод: «Незабутнє» і «Колеса вгору»                                            |
| 2017    | Мудрість натовпу                           | Спеціальна агентка Лідія Дрісколл | Епізод: «Відмова в обслуговуванні»                                              |
| 2017–18 | Пішов                                      | Агентка ФБР Майя Кеннеді          | Основний акторський склад                                                       |
| 2018    | Нереально                                  | Фіона Берлін                      | Періодичні актори: 3-4 сезони                                                   |
| 2018    | Перший                                     | Ненсі                             | Повторюваний акторський склад                                                   |
| 2018    | Анатомія Грей                              | Роберта Гіббс                     | Епізод: «З моєї могили ростуть квіти»                                           |
| 2018–22 | 9-1-1                                      | Карен Вілсон                      | Повторюваний акторський склад                                                   |
| 2019    | Еббі                                       | Емілі                             | Епізод: «Книжковий клуб»                                                        |
| 2019    | Добрий лікар                               | Патриція Рейнольдс                | Епізод: «Клер»                                                                  |
| 2019    | Справа                                     | Джойс                             | Епізод: «Епізод #5.8»                                                           |
| 2019    | У захваті від тебе                         | Дін Калхун                        | Епізод: «Обмежувальні приписи та цуценята»                                      |
| 2019–21 | Сказати правду                             | Дезіре Сковілл                    | Основний акторський склад                                                       |
| 2020    | Угамуй свій запал                          | Жінка-мандрівниця                 | Епізод: «Елізабет, Маргарет і Ларрі»                                            |
| 2020    | Лінкольн Райм: Полювання на збирача кісток | Агентка ФБР Каттер                | Епізод: «Гра на» і «Відкрита війна»                                             |
| 2020    | Сліпа зона                                 | Директор ФБР Арла Григорян        | Періодичний акторський склад: 5 сезон                                           |
| 2020    | Морська поліція: Лос-Анджелес              | Підполковниця Лючілла Катро       | Епізод: «Військові злочини»                                                     |
| 2020–22 | Станція 19                                 | Доктор Даян Льюїс                 | Постійний акторський склад: 3 і 5 сезони, гість: 4 сезон                        |
| 2021    | Відведений вбік                            | Лі                                | Основний акторський склад                                                       |
| 2021–22 | Сім'янин                                   | Красива жінка (голос)             | Епізод: «Сімейний кіт» і «Лоїс Куагмір»                                         |
| 2022    | Легенда про Vox Machina                    | Вічне світло (голос)              | Епізод: «Срібний язик»                                                          |
| 2022    | З любов'ю, Віктор                          | Наомі                             | Епізод: «Це ти»                                                                 |
| 2022    | Час вкладки                                | Фріда Фрейді Кіт                  | Епізод: «Коли ми боїмося»                                                       |
| 2022    | Цукрова королева                           | Камілла                           | Епізод: «Ніколи не бути тим самим»                                              |

### Радіо
| Рік  | Назва                            | Роль       |
| ---- | -------------------------------- | ---------- |
| 2021 | Пустоземці Марвела: Соколине око | Кейт Бішоп |

### Театр
| Рік       | Назва            | Роль             | Примітки            |
| --------- | ---------------- | ---------------- | ------------------- |
| 2004      | Потопаюча ворона | Мері Боу         |                     |
| 2008      | Оренда           | Джоан Джефферсон | Бродвей; Заміна     |
| 2010      | Оренда           | Джоан Джефферсон | Голлівудська чаша   |
| 2011–2012 | Палиця Флай      | Тейлор           |                     |
| 2014      | Загублене озеро  | Вероніка         |                     |
| 2016–2017 | Фальсети         | Доктор Шарлотта  | Відродження Бродвею |